# 天空散歩
『天空散歩』（てんくうさんぽ）は、テレビ東京で2009年4月2日から2011年3月31日まで放送されていた関東ローカルのミニ番組である。
キャッチフレーズは「めくるめく街の表情に思いをはせて、ふわり気ままに、天空散歩。」。

## 概要
2008年に日曜ビッグバラエティ枠で2回放送され、2009年10月からレギュラー化された『空から日本を見てみよう』のスピンオフ的な番組として、同年正月三が日に集中放送された『TOKYO天空散歩』がレギュラー化されたものであるが、レギュラー化は本番組の方が先になった。
空撮と街の情報を主体とした三井不動産レジデンシャルの一社提供番組で、ナレーターは広中雅志が担当した。直前番組の『空から日本を見てみよう』が鉄道や国道の沿線を中心に空撮を行っているのに対し、当番組では三井不動産レジデンシャルが手掛ける超高層マンション周辺を中心に空撮を行っている。
『空から日本を見てみよう』同様、建物・駅・公園などに同一フォーマットでの追っかけテロップが付くが、本番組では種類に関わらず全て青背景に白文字で表示されていた。

## 番組構成
直前までの『空から日本を見てみよう』とステブレレスで接続しており、同番組のエンディングが雲でフェードアウトした後、雲が晴れて本番組のオープニングが映し出される映像演出となっていた。一部の回では『空から日本を見てみよう』の放送休止により本番組のみの単独放送となったが、オープニングの演出自体に変更は無かった。
- 第1回 - 第51回（「正味」3分15秒 + 「CM」2分45秒 = 「放送枠」6分）
  - 「オープニング」+ 「CM」 + 「本編」 + 「天空散歩ぷらす」 + 「CM」 + 「エンディング」 + 「CM」
- 第52回 - （「正味」3分0秒 + 「CM」3分0秒 = 「放送枠」6分）
  - 「オープニング」 + 「CM」 + 「本編」 + 「CM」 + 「エンディング」 + 「CM」

## サブタイトル
「サブタイトル」と「地域」は、オープニングで表示されたものに基づく。但し、政令指定都市は「区」まで表記。放送回数が多岐にわたるため、伸縮型リストで表記する。
| 放送リスト     | 放送リスト    | 放送リスト         | 放送リスト           | 放送リスト                  | 放送リスト                                             |
| 放送日         | 時間          | 放送回             | サブタイトル         | 地域                        | テーマ                                                 |
| -------------- | ------------- | ------------------ | -------------------- | --------------------------- | ------------------------------------------------------ |
| 2009年4月2日   | 22:48 - 22:54 | 第1回              | 「池袋」             | 東京都豊島区                | 「都心の利便性と文教エリアの芸術性を兼ね備えた街」     |
| 2009年4月9日   | 22:48 - 22:54 | 第2回              | 「吉祥寺」           | 東京都武蔵野市              | 「都会でありながら豊かな自然とも触れ合える街」         |
| 2009年4月16日  | 21:54 - 22:00 | 第3回              | 「御茶ノ水」         | 東京都千代田区              | 「伝統が息づき活気溢れる文教の街」                     |
| 2009年4月23日  | 20:54 - 21:00 | 第4回              | 「成城」             | 東京都世田谷区              | 「水と緑に抱かれた邸宅街」                             |
| 2009年4月30日  | 22:48 - 22:54 | 第5回              | 「豊洲」             | 東京都江東区                | 「東京ベイエリアの中でもひときわ注目を集める街」       |
| 2009年5月7日   | 20:54 - 21:00 | 第6回              | 「錦糸町」           | 東京都墨田区                | 「新たな表情を見せている街」                           |
| 2009年5月14日  | 21:48 - 21:54 | 第7回              | 「学芸大学」         | 東京都目黒区                | 「自然と文化が息づく街」                               |
| 2009年5月21日  | 20:54 - 21:00 | 第8回              | 「たまプラーザ」     | 神奈川県横浜市青葉区        | 「豊かな自然と都市空間が同居する街」                   |
| 2009年5月28日  | 20:54 - 21:00 | 第9回              | 「中目黒」           | 東京都目黒区                | 「水と緑に溢れ文化が薫る街」                           |
| 2009年6月4日   | 20:54 - 21:00 | 第10回             | 「東陽町」           | 東京都江東区                | 「水辺と緑に囲まれた街」                               |
| 2009年6月11日  | 20:54 - 21:00 | 第11回             | 「大船」             | 神奈川県鎌倉市              | 「鎌倉市の北部に位置する自然豊かな住宅街」             |
| 2009年6月18日  | 21:48 - 21:54 | 第12回             | 「石神井公園」       | 東京都練馬区                | 「自然に抱かれた情緒溢れる街」                         |
| 2009年6月25日  | 20:54 - 21:00 | 第13回             | 「茅ヶ崎」           | 神奈川県茅ヶ崎市            | 「潮風が心地よい海と緑に囲まれた街」                   |
| 2009年7月2日   | 21:48 - 21:54 | 第14回             | 「千歳船橋」         | 東京都世田谷区              | 「緑に恵まれた活気あふれる街」                         |
| 2009年7月9日   | 20:54-21:00   | 第15回             | 「渋谷」             | 東京都渋谷区                | 「新旧さまざまな文化と流行の発信地」                   |
| 2009年7月16日  | 20:54-21:00   | 第16回             | 「新浦安」           | 千葉県浦安市                | 「リゾート感漂うベイサイドシティ」                     |
| 2009年7月23日  | 21:48 - 21:54 | 第17回             | 「神谷町」           | 東京都港区                  | 「国際色豊かなビジネス街に心癒すスポットもある街」     |
| 2009年7月30日  | 21:48 - 21:54 | 第18回             | 「横須賀中央」       | 神奈川県横須賀市            | 「リゾートの潤いと軍港都市のなごりが同居する街」       |
| 2009年8月6日   | 21:48 - 21:54 | 第19回             | 「妙蓮寺」           | 神奈川県横浜市港北区        | 「豊かな緑が点在する閑静な門前町」                     |
| 2009年8月13日  | 21:48 - 21:54 | 第20回             | 「広尾」             | 東京都渋谷区                | 「インターナショナルなよそおいと和の風情が同居する街」 |
| 2009年8月20日  | 21:48 - 21:54 | 第21回             | 「荻窪」             | 東京都杉並区                |                                                        |
| 2009年8月27日  | 21:48 - 21:54 | 第22回             | 「神楽坂」           | 東京都新宿区                |                                                        |
| 2009年9月3日   | 21:48 - 21:54 | 第23回             | 「柏の葉キャンパス」 | 千葉県柏市                  |                                                        |
| 2009年9月10日  | 21:48 - 21:54 | 第24回             | 「代官山」           | 東京都渋谷区                |                                                        |
| 2009年9月17日  | 21:48 - 21:54 | 第25回             | 「亀有」             | 東京都葛飾区                |                                                        |
| 2009年9月24日  | 21:48 - 21:54 | 第26回             | 「海浜幕張」         | 千葉県千葉市美浜区          |                                                        |
| 2009年10月1日  | 22:48 - 22:54 | 第27回             | 「尾山台」           | 東京都世田谷区              |                                                        |
| 2009年10月8日  | 21:48 - 21:54 | 第28回             | 「西葛西」           | 東京都江戸川区              |                                                        |
| 2009年10月15日 | 21:48 - 21:54 | 第29回             | 「上野」             | 東京都台東区                |                                                        |
| 2009年10月22日 | 20:54 - 21:00 | 第30回             | 「成増」             | 東京都板橋区                |                                                        |
| 2009年10月29日 | 20:54 - 21:00 | 第31回             | 「新百合ヶ丘」       | 神奈川県川崎市麻生区        |                                                        |
| 2009年11月5日  | 20:54 - 21:00 | 第32回             | 「嵯峨嵐山」         | 京都府京都市右京区嵯峨      |                                                        |
| 2009年11月12日 | 20:54 - 21:00 | 第33回             | 「春日」             | 東京都文京区                |                                                        |
| 2009年11月19日 | 20:54 - 21:00 | 第34回             | 「南浦和」           | 埼玉県さいたま市南区        |                                                        |
| 2009年11月26日 | 20:54 - 21:00 | 第35回             | 「三郷」             | 埼玉県三郷市                |                                                        |
| 2009年12月3日  | 21:48 - 21:54 | 第36回             | 「千歳烏山」         | 東京都世田谷区              |                                                        |
| 2009年12月10日 | 20:54 - 21:00 | 第37回             | 「稲毛海岸」         | 千葉県千葉市美浜区          |                                                        |
| 2009年12月17日 | 21:48 - 21:54 | 第38回             | 「箱根強羅」         | 神奈川県足柄下郡箱根町      |                                                        |
| 2009年12月24日 | 21:48 - 21:54 | 第39回             | 「表参道」           | 東京都港区                  |                                                        |
| 2010年1月7日   | 21:48 - 21:54 | 第40回             | 「川口」             | 埼玉県川口市                |                                                        |
| 2010年1月14日  | 21:48 - 21:54 | 第41回             | 「高輪」             | 東京都港区                  |                                                        |
| 2010年1月21日  | 20:54 - 21:00 | 第42回             | 「八王子」           | 東京都八王子市              |                                                        |
| 2010年1月28日  | 20:54 - 21:00 | 第43回             | 「西麻布」           | 東京都港区                  |                                                        |
| 2010年2月4日   | 20:54 - 21:00 | 第44回             | 「川崎」             | 神奈川県川崎市川崎区        |                                                        |
| 2010年2月11日  | 20:54 - 21:00 | 第45回             | 「調布」             | 東京都調布市                |                                                        |
| 2010年2月18日  | 20:54 - 21:00 | 第46回             | 「日本橋・人形町」   | 東京都中央区                |                                                        |
| 2010年2月25日  | 21:48 - 21:54 | 第47回             | 「船橋」             | 千葉県船橋市                |                                                        |
| 2010年3月4日   | 20:54 - 21:00 | 第48回             | 「浦和」             | 埼玉県さいたま市浦和区      |                                                        |
| 2010年3月11日  | 20:54 - 21:00 | 第49回             | 「十条」             | 東京都北区                  |                                                        |
| 2010年3月18日  | 21:48 - 21:54 | 第50回             | 「横浜」             | 神奈川県横浜市西区/神奈川区 |                                                        |
| 2010年3月25日  | 21:48 - 21:54 | 第51回             | 「松戸」             | 千葉県松戸市                |                                                        |
| 2010年4月8日   | 21:48 - 21:54 | 第52回             | 「浜田山」           | 東京都杉並区                |                                                        |
| 2010年4月15日  | 21:48 - 21:54 | 第53回             | 「小手指」           | 埼玉県所沢市                |                                                        |
| 2010年4月22日  | 20:54 - 21:00 | 第54回             | 「大崎」             | 東京都品川区                |                                                        |
| 2010年4月29日  | 20:54 - 21:00 | 第55回             | 「自由が丘」         | 東京都目黒区                |                                                        |
| 2010年5月6日   | 20:54 - 21:00 | 第56回             | 「西馬込」           | 東京都大田区                |                                                        |
| 2010年5月13日  | 20:54 - 21:00 | 第57回             | 「六本木」           | 東京都港区                  |                                                        |
| 2010年5月20日  | 20:54 - 21:00 | 第58回             | 「中央林間」         | 神奈川県大和市              |                                                        |
| 2010年5月27日  | 24:33 - 24:39 | 第59回             | 「桜新町」           | 東京都世田谷区              |                                                        |
| 2010年6月3日   | 20:54 - 21:00 | 第60回             | 「検見川浜」         | 千葉県千葉市美浜区          |                                                        |
| 2010年6月10日  | 20:54 - 21:00 | 第61回             | 「北鎌倉」           | 神奈川県鎌倉市              |                                                        |
| 2010年6月17日  | 20:54 - 21:00 | 第62回             | 「初台」             | 東京都渋谷区                |                                                        |
| 2010年6月24日  | 20:54 - 21:00 | 第63回             | 「日吉」             | 神奈川県横浜市港北区        |                                                        |
| 2010年7月1日   | 20:54 - 21:00 | 第64回             | 「原宿」             | 東京都渋谷区                |                                                        |
| 2010年7月8日   | 20:54 - 21:00 | 第65回             | 「市が尾」           | 神奈川県横浜市青葉区        |                                                        |
| 2010年7月15日  | 20:54 - 21:00 | 第66回             | 「月島」             | 東京都中央区                |                                                        |
| 2010年7月22日  | 20:54 - 21:00 | 第67回             | 「大宮」             | 埼玉県さいたま市大宮区      |                                                        |
| 2010年7月29日  | 20:54 - 21:00 | 第68回             | 「赤羽橋」           | 東京都港区                  |                                                        |
| 2010年8月5日   | 20:54 - 21:00 | 第69回             | 「大森」             | 東京都大田区                |                                                        |
| 2010年8月12日  | 20:54 - 21:00 | 第70回             | 「根津」             | 東京都文京区                |                                                        |
| 2010年8月19日  | 21:54 - 22:00 | 第71回             | 「武蔵小杉」         | 神奈川県川崎市中原区        |                                                        |
| 2010年8月26日  | 20:54 - 21:00 | 第72回             | 「曙橋」             | 東京都新宿区                |                                                        |
| 2010年9月2日   | 20:54 - 21:00 | 第73回             | 「両国」             | 東京都墨田区                |                                                        |
| 2010年9月9日   | 20:54 - 21:00 | 第74回             | 「宮前平」           | 神奈川県川崎市宮前区        |                                                        |
| 2010年9月16日  | 20:54 - 21:00 | 第75回             | 「三田」             | 東京都港区                  |                                                        |
| 2010年9月23日  | 22:54 - 23:00 | 第76回             | 「中野」             | 東京都中野区                |                                                        |
| 2010年9月30日  | 21:54 - 22:00 | 第77回             | 「日本橋小網町」     | 東京都中央区                |                                                        |
| 2010年10月7日  | 22:48 - 22:54 | 第78回             | 「さいたま市・北区」 | 埼玉県さいたま市北区        |                                                        |
| 2010年10月14日 | 21:54 - 22:00 | 第79回             | 「久我山」           | 東京都杉並区                |                                                        |
| 2010年10月21日 | 20:54 - 21:00 | 第80回             | 「戸塚」             | 神奈川県横浜市戸塚区        |                                                        |
| 2010年10月28日 | 20:54 - 21:00 | 第81回             | 「築地」             | 東京都中央区                |                                                        |
| 2010年11月4日  | 20:54 - 21:00 | 第82回             | 「磯子」             | 神奈川県横浜市磯子区        |                                                        |
| 2010年11月11日 | 20:54 - 21:00 | 第83回             | 「国分寺」           | 東京都国分寺市              |                                                        |
| 2010年11月18日 | 20:54 - 21:00 | 第84回             | 「三鷹」             | 東京都三鷹市                |                                                        |
| 2010年11月25日 | 21:48 - 21:54 | 第85回             | 「石川町」           | 神奈川県横浜市中区          |                                                        |
| 2010年12月2日  | 20:54-21:00   | 第86回             | 「柏」               | 千葉県柏市                  |                                                        |
| 2010年12月9日  | 20:54-21:00   | 第87回             | 「湯河原」           | 神奈川県足柄下郡            |                                                        |
| 2010年12月16日 | 20:54-21:00   | 第88回             | 「綾瀬」             | 東京都北区                  |                                                        |
| 2010年12月23日 | 20:54-21:00   | 第89回             | 「銀座」             | 東京都中央区                |                                                        |
| 2011年1月6日   | 21:48 - 21:54 | 第90回             | 「恵比寿」           | 東京都渋谷区                |                                                        |
| 2011年1月13日  | 21:48 - 21:54 | 第91回             | 「西荻窪」           | 東京都杉並区                |                                                        |
| 2011年1月20日  | 20:54 - 21:00 | 第92回             | 「中山」             | 神奈川県横浜市緑区          |                                                        |
| 2011年1月27日  | 20:54 - 21:00 | 第93回             | 「等々力」           | 東京都世田谷区              |                                                        |
| 2011年2月3日   | 20:54 - 21:00 | 第94回             | 「青葉台」           | 神奈川県横浜市青葉区        |                                                        |
| 2011年2月10日  | 20:54 - 21:00 | 第95回             | 「目黒」             | 東京都目黒区                |                                                        |
| 2011年2月17日  | 20:54 - 21:00 | 第96回             | 「下総中山」         | 千葉県船橋市                |                                                        |
| 2011年2月24日  | 21:48 - 21:54 | 第97回             | 「三軒茶屋」         | 東京都世田谷区              |                                                        |
| 2011年3月3日   | 20:54 - 21:00 | 第98回             | 「町田」             | 東京都町田市                |                                                        |
| 2011年3月10日  | 20:54 - 21:00 | 第99回             | 「高田馬場」         | 東京都新宿区                |                                                        |
| 2011年3月17日  | 20:54 - 21:00 | 第100回            | 「鎌倉」             | 神奈川県鎌倉市              |                                                        |
| 2011年3月24日  | 21:48 - 21:54 | 第101回            | 「押上」             | 東京都墨田区                |                                                        |
| 2011年3月17日  | 21:48 - 21:54 | 第102回 （最終回） | 「用賀」             | 東京都世田谷区              |                                                        |

- 2009年12月31日、2010年4月1日は放送休止。